# Азовська дача
 Азо́вська да́ча  — лісовий заказник місцевого значення. Розташований у Нікольському районі Донецької області. Статус заказника присвоєно рішенням облвиконкому № 276 від 27 червня 1984 . Площа — 1678 га. На території заказника містяться дубові насадження рукотворного походження, які розташовані на високому плато.
Дубові насадження — пам'ятка історії лісорозведення, вони були закладені в 1876 році.
У дубових насадженнях трапляються галявини і просіки з різнотрав'ям, гніздяться птахи. Також серед дубових насаджень трапляється горобина.
Як вказівка на наявність у районі дубового лісництва гілки дуба увійшли до гербу Нікольського району і обрамляють щит.
З заказником працює Приазовський держлісгосп .